# Barwaha
Barwaha (o Barwah) è una suddivisione dell'India, classificata come municipality, di 24.914 abitanti, situata nel distretto di Khargone, nello stato federato del Madhya Pradesh. In base al numero di abitanti la città rientra nella classe III (da 20.000 a 49.999 persone).

## Geografia fisica
La città è situata a 22° 16' 0 N e 76° 2' 60 E e ha un'altitudine di 175 m s.l.m..

## Società

### Evoluzione demografica
Al censimento del 2001 la popolazione di Barwaha assommava a 24.914 persone, delle quali 12.956 maschi e 11.958 femmine. I bambini di età inferiore o uguale ai sei anni assommavano a 3.307, dei quali 1.701 maschi e 1.606 femmine. Infine, coloro che erano in grado di saper almeno leggere e scrivere erano 18.510, dei quali 10.456 maschi e 8.054 femmine.